# Саркисян, Армен Джумшудович
Арме́н Джумшу́дович Саркися́н (арм. Արմեն Սարգսյան; род. 21 сентября 1966, Ереван) — советский и армянский футболист. Играл на позиции полузащитника. По завершении карьеры переквалифицировался в тренеры.

## Биография
Воспитанник футбольной школы «Арарат» Ереван.
С недавнего времени тренирует детскую футбольную команду «Арарат» (Москва).